# Llac Pinatubo
El llac Pinatubo (tagalo: Lawa ng Pinatubo) és el llac de cràter volcànic al cim del volcà Pinatubo format després de l'erupció de 15 de juny de 1991. El llac es troba al municipi de Botolan, província de Zambales, a prop dels límits de les províncies de Pampanga i Tarlac, a les Filipines. Es troba a uns 90 km al nord-oest de la capital, Manila. Tot i que un article realitzat per investigadors del Japó va suggerir una profunditat de 600 m, investigacions més detallades suggereixen una profunditat d'entre 95 i 115 m.

## Geologia
L’activitat volcànica del mont Pinatubo ha seguit un cicle: segles de repòs finalitzats amb una erupció que forma una caldera amb grans fluxos piroclàstics; com a conseqüència posterior a l'erupció la formació de lahars o colades de fang esllavissades provocats per la pluja als desaigües i per la formació de cúpules que omplen la caldera; i després un altre llarg període de repòs. Durant les erupcions, i també després, els lahars que baixen pels canals del volcà poden bloquejar els afluents de les conques hidrogràfiques més enllà del Pinatubo, creant llacs naturals. Proves geofísiques mostren que hi havia almenys dos llacs antics a la vall del riu Mapanuepe a la part sud-oest del volcà.

## Origen

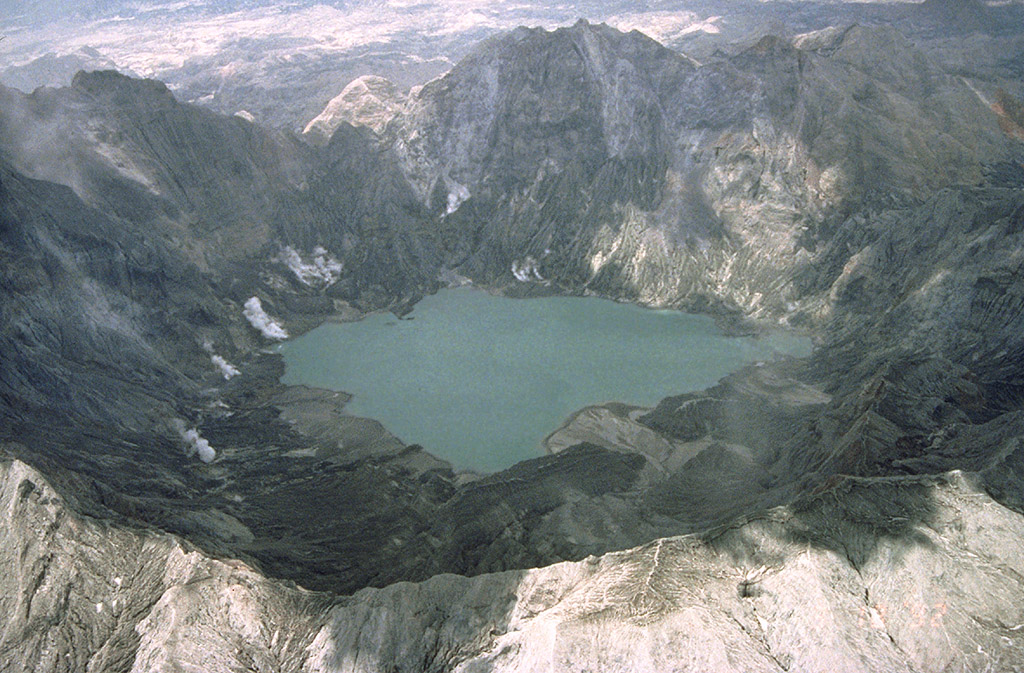
Vista aèria del llac el 18 de maig de 1992.

L’ erupció del Pinatubo de 1991 va destruir el cim original del volcà. Al seu lloc es formà una caldera de 2,5 quilòmetres de diàmetre, amb el seu centre desplaçat 1 quilòmetre cap al nord respecte d'on estava el cim abans de l'erupció. Es va crear a partir de l'enfonsament del cim del volcà el 15 de juny, durant un període d’abundants grans terratrèmols com a resposta de la retirada d’un gran volum de magma del dipòsit situat sota el volcà. A principis de setembre de 1991, es va formar un llac poc profund. L'elevada taxa de precipitacions de la zona va provocar una ràpida transició d'un llac àcid petit i calent a un llac gran amb temperatura i pH properes a les ambientals.

## Llegenda
La serralada on es troba el volcà està habitada pels aetes. Una antiga llegenda aeta parla d’un llac que va existir en aquest lloc, molt probablement el darrer dels dos antics llacs del cràter, i d’una gran explosió que el va destruir.

## Drenatge del llac

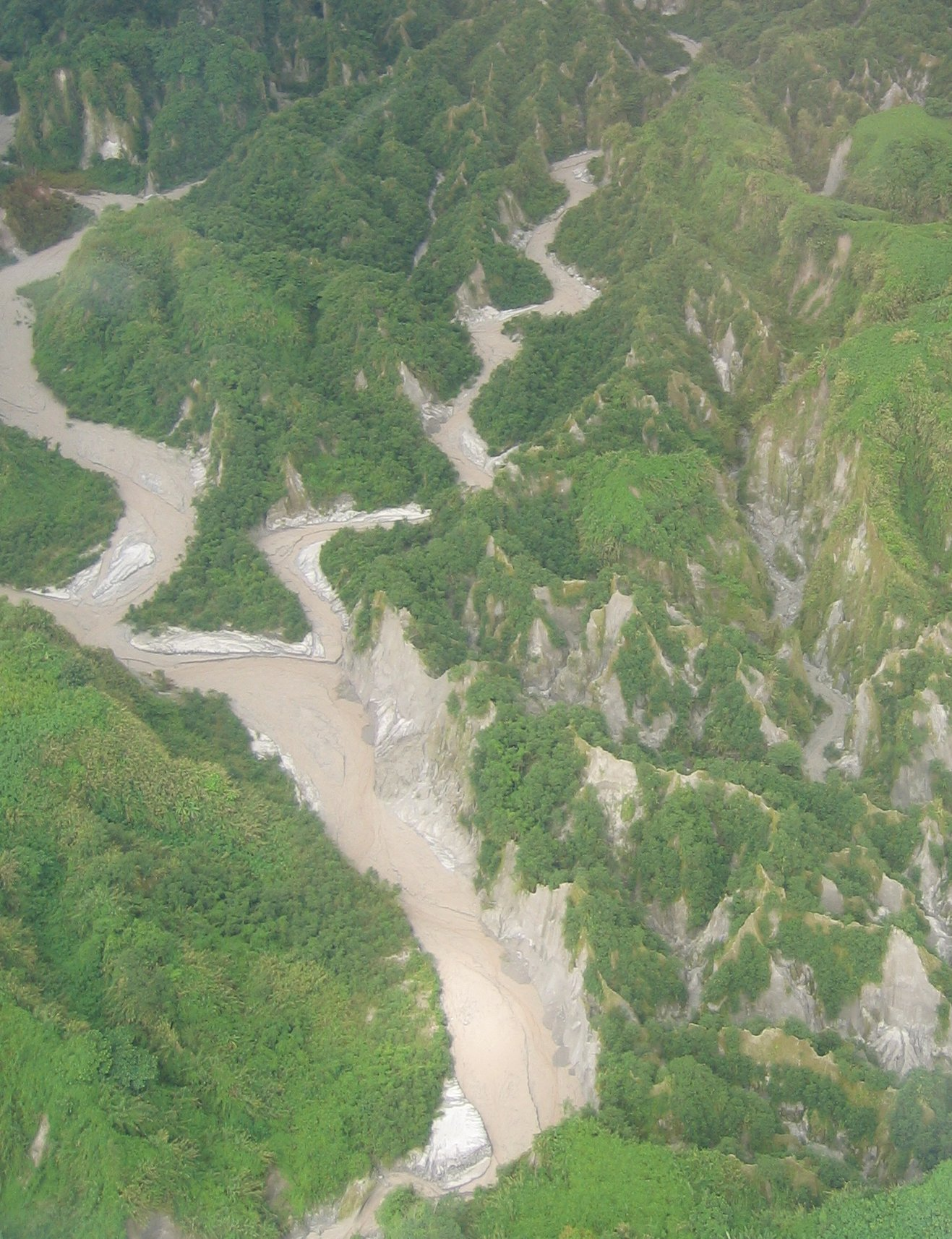
Gorges formades pels lahars a l'àrea del Pinatubo, 2006.

El risc d’inundacions ràpides per a les comunitats que es trobaven a les rodalies del volcà era imminent a causa del perill de col·lapse de la caldera per la pressió de l’aigua i un augment a llarg termini del nivell de l’aigua d'aproximadament ~1 m/mes. Els experts temien que el pes de l'aigua podia trencar les parets del cràter i inundar les cases de fins 40.000 persones a la petita ciutat costanera de Botolan, situada a 25 milles del volcà.
El setembre de 2001, els residents de Botolan i les zones properes van ser enviats a centres d’evacuació per precaució d’un possible diluvi de fang i aigua. El govern de les Filipines va ordenar un drenatge controlat del llac i va fer que les autoritats cavessin un canal d’amplada de 5 m des de la vora del cràter del volcà, drenant aproximadament una quarta part del volum del llac i desviant l'excés d’aigua del llac cap als rius locals. Les gorges de lahar existents serviren de camins de drenatge de l'aigua cap als rius i rierols circumdants. El més gran és el riu Bucao. El 2002, l'aigua de pluja acumulada al llac va augmentar fins a nivells perillosos durant la temporada de monsons plujosos, va trencar el canal de drenatge artificial i va provocar suaus fluxos de lahar a la zona.

## Turisme

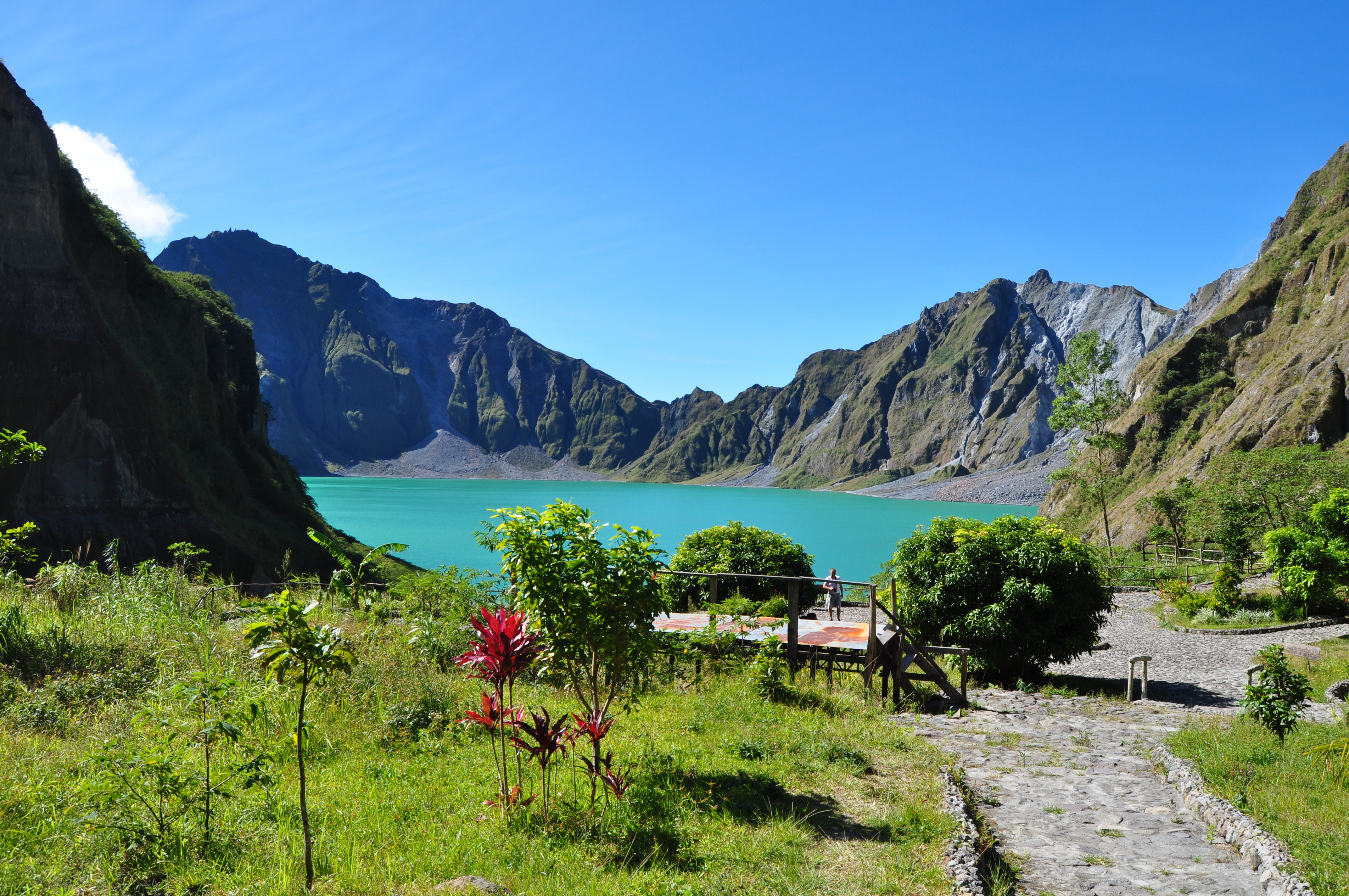
Llac Pinatubo el 2012.

El llac es descriu com «una àmplia joia de blau i verd»" i ara és una destinació popular per caminar entre arbusts, freqüentada principalment per alpinistes i amants de l'aventura. Fins que no es van fer millores, un viatge al cim implicava dies de senderisme o hores de viatge en vehicle de quatre rodes seguit d’una dura caminada de 2 hores. Finalment, es va fer un sender anomenat Skyway que permet als vehicles de tracció a les quatre rodes una ruta més curta fins a un punt de baixada per anar caminant fins al cràter. La Skyway va escurçar el recorregut a 1,4 hores de viatje més un recorregut d'entre 45 minuts a una hora caminant.